# Pamphosz
Pamphosz (i. e. 8. század?) ókori görög költő.
Elképzelhető, hogy nem élő, hanem mitológiai alak volt. A görög mitológiában Démétér és Dionüszosz tiszteletévek kapcsolatban említik, neve általában együtt fordul elő Orpheusszal, Linosszal és Muszaiosszal. Pauszaniasz Periégétész azt írta róla, hogy ő írta az athéniek legrégebbi himnuszait. Ugyanő élete időpontját úgy határozta meg, hogy Homérosznál régebben, Oren után élt. Tartózkodásának helye Athén volt. Pauszaniasz szerint himnuszainak tárgya Démétér, Artemisz, Poszeidón és a Khariszok volt, ezen kívül állítólag ő írta a legrégebbi gyászdalt Linosz felett. Zeuszhoz intézett himnuszának néhány részlete Philosztratosznál maradt fenn.